# Beucha (Brandis)
Beucha ist ein Ortsteil der sächsischen Stadt Brandis im Landkreis Leipzig. Zu Beucha gehören die 1938 eingemeindeten Orte Kleinsteinberg und Wolfshain.

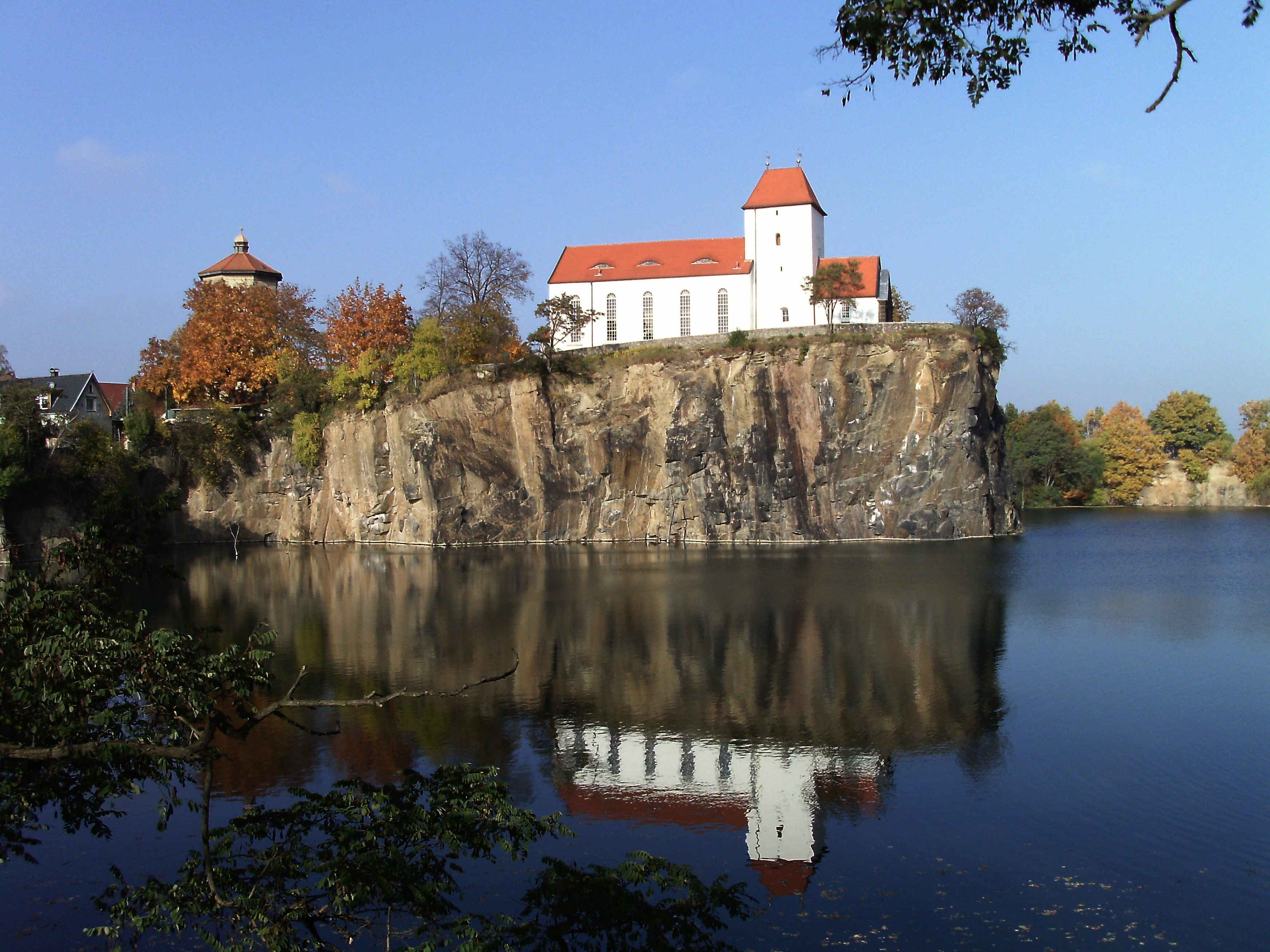
Bergkirche Beucha auf dem Kirchberg

## Geografie
Beucha liegt in der Leipziger Tieflandsbucht, ca. 16 km östlich von Leipzig am Oberlauf der Parthe. Westlich von Beucha münden der Todgraben und der Mittelgraben in die Parthe.
Angrenzende Ortsteile von Brandis sind Wolfshain im Westen, Waldsteinberg im Osten und Kleinsteinberg im Süden. Im Süden liegt außerdem unmittelbar hinter der A 14 der Naunhofer Ortsteil Albrechtshain.

## Geschichte
Die Existenz des Ortes wurde 1378 als Bichow erstmals beurkundet. Die Dorfkirche, „Bergkirche“, wurde sogar schon 1280 erstmals urkundlich erwähnt und war ursprünglich eine Wehrkirche. Sie steht heute 53 m über der Steinbruchsohle auf einer Granitkuppe. Seit 1477 wurden in Beucha Steinbrüche betrieben. Im Dreißigjährigen Krieg kam es zur nahezu kompletten Vernichtung der Einwohnerschaft. 1621 gab es den sogenannten Bierkrieg zwischen Brandis/Beucha und Wolfshain, bei dem es um den Ausschank des „guten Wurznerischen Bieres“ ging. Der Streit wurde später friedlich beendet. 1813 hatte ein Teil von Napoleons Truppen ein Lager in und um Beucha. Alle überdachten Häuser und Ställe wurden in Beschlag genommen und alles Vieh geschlachtet.

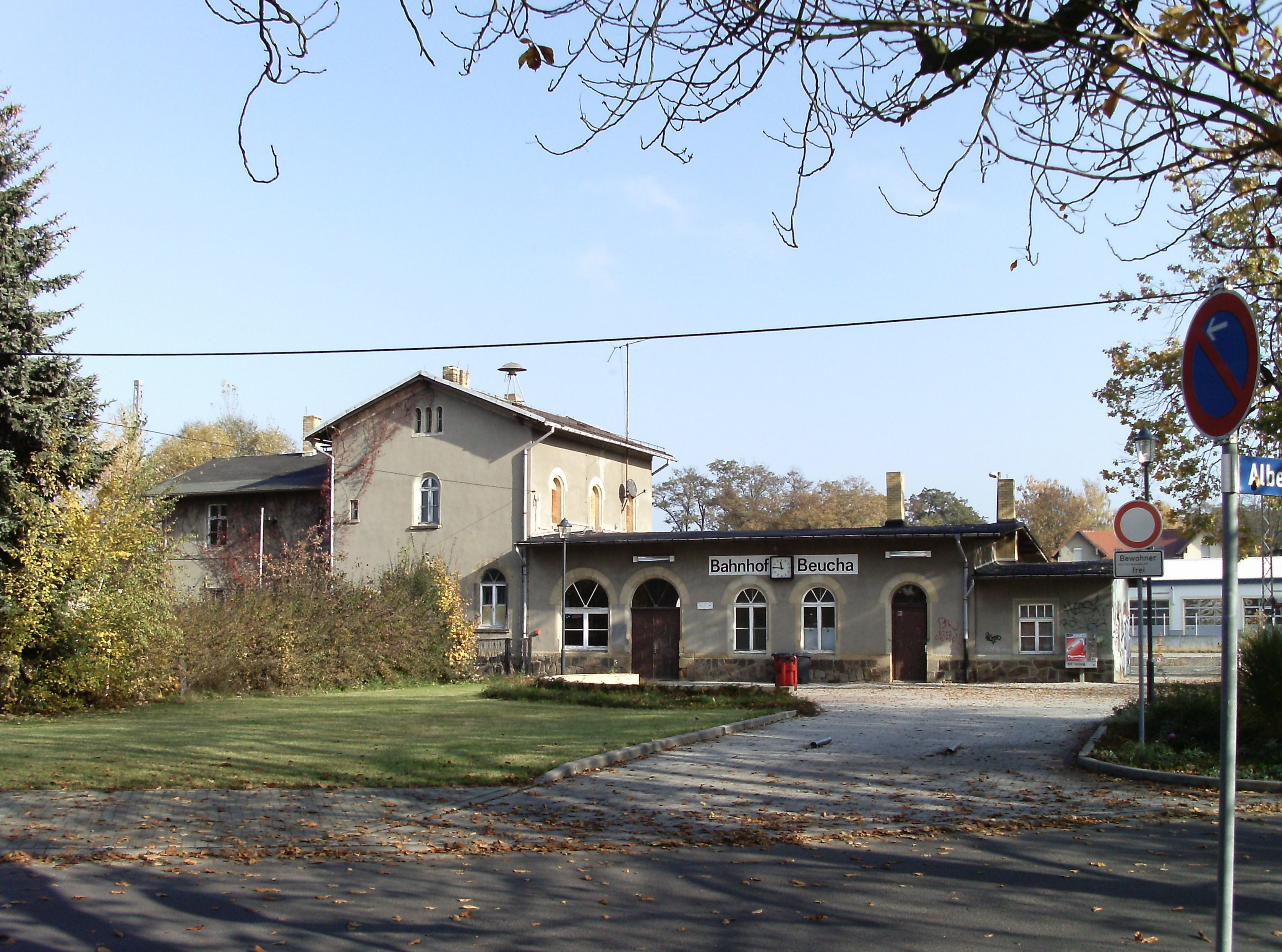
Bahnhof

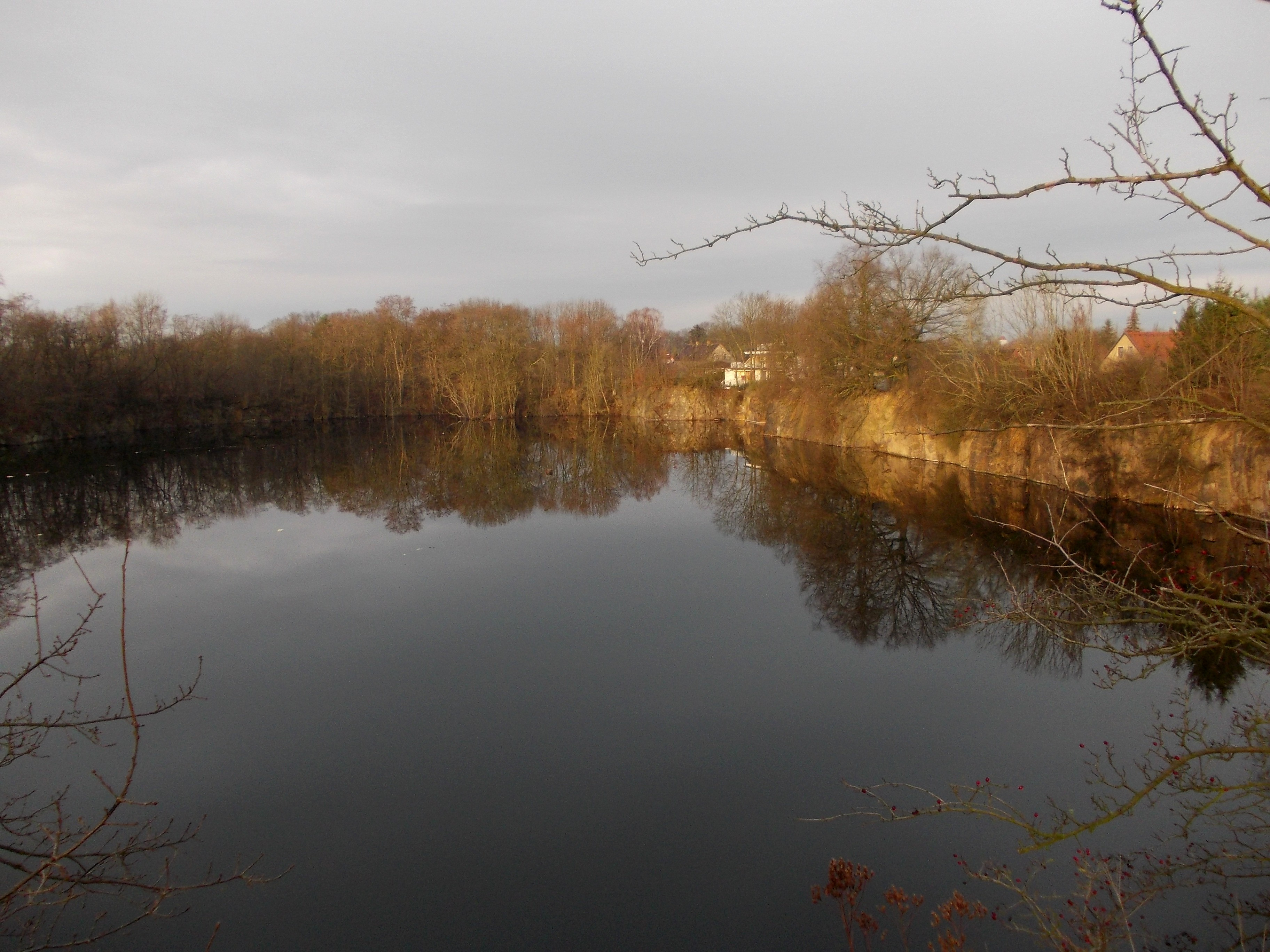
Spittelbruch im Ortsteil Kleinsteinberg

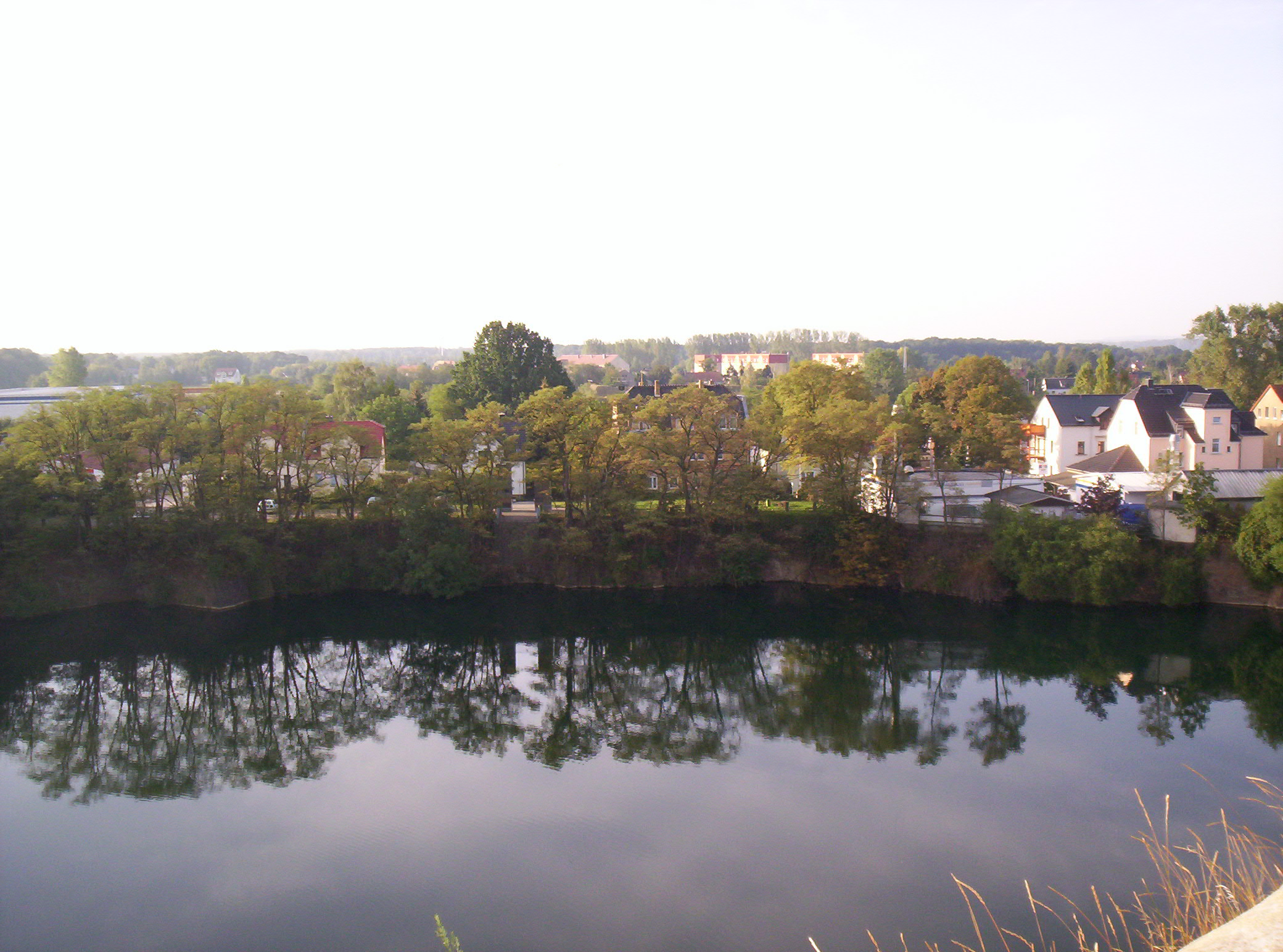
Blick auf Beucha vom Kirchberg

Beucha und Kleinsteinberg lagen bis 1856 im kursächsischen bzw. königlich-sächsischen Erbamt Grimma, Wolfshain gehörte hingegen zum Kreisamt Leipzig. Ab 1856 gehörten die drei Orte zum Gerichtsamt Brandis und ab 1875 zur Amtshauptmannschaft Grimma.
1873 erhielt Beucha einen Bahnhof an der Bahnstrecke Borsdorf–Coswig, von dem 1898 ein Abzweig über Brandis nach Trebsen an der Mulde erbaut wurde. 2006 wurde der Personenverkehr auf jener Stichstrecke eingestellt. Große Teile des Leipziger Völkerschlachtdenkmals wurden 1898 bis 1913 aus Beuchaer Mikrosyenogranit gebaut. Am 5. März 1945 starben 19 Menschen bei einem anglo-amerikanischen Bombenangriff.
Eine Schule gibt es in Beucha seit 1534, 1710 ging sie in Flammen auf und wurde später 1955 großzügig neu gebaut. 1938 wurden Kleinsteinberg und Wolfshain nach Beucha eingemeindet.
Wolfshain gehörte seit 1391 dem Leipziger Thomaskloster. Infolge der Reformation gingen 1544 Grundherrschaft und die Obergerichtsbarkeit in den Besitz der Universität Leipzig über, und es gehörte damit zu den fünf Universitätsdörfern.
Wolfshain und Kleinsteinberg wurden 1938 nach Beucha eingemeindet. Am 1. Januar 1999 wurde Beucha nach Brandis eingemeindet.

## Entwicklung der Einwohnerzahl
| Jahr | Einwohnerzahl                             |
| ---- | ----------------------------------------- |
| 1551 | 28 besessene Mann, 18 Inwohner            |
| 1574 | 22 ½ Hufen                                |
| 1764 | 31 besessene Mann, 16 Häusler, 16 ¾ Hufen |
| 1834 | 321                                       |
| 1871 | 446                                       |
| 1890 | 678                                       |

| Jahr | Einwohnerzahl |
| ---- | ------------- |
| 1910 | 1352          |
| 1925 | 1420          |
| 1939 | 2483          |
| 1946 | 2570          |
| 1950 | 2609          |
| 1964 | 2454          |

| Jahr  | Einwohnerzahl |
| ----- | ------------- |
| 1990  | 2272          |
| 19921 | 2251          |
| 19941 | 2542          |
| 19961 | 2926          |
| 19981 | 3222          |
| 20131 | 3036          |

1: Stand zum 31. Dezember

## Sehenswürdigkeiten

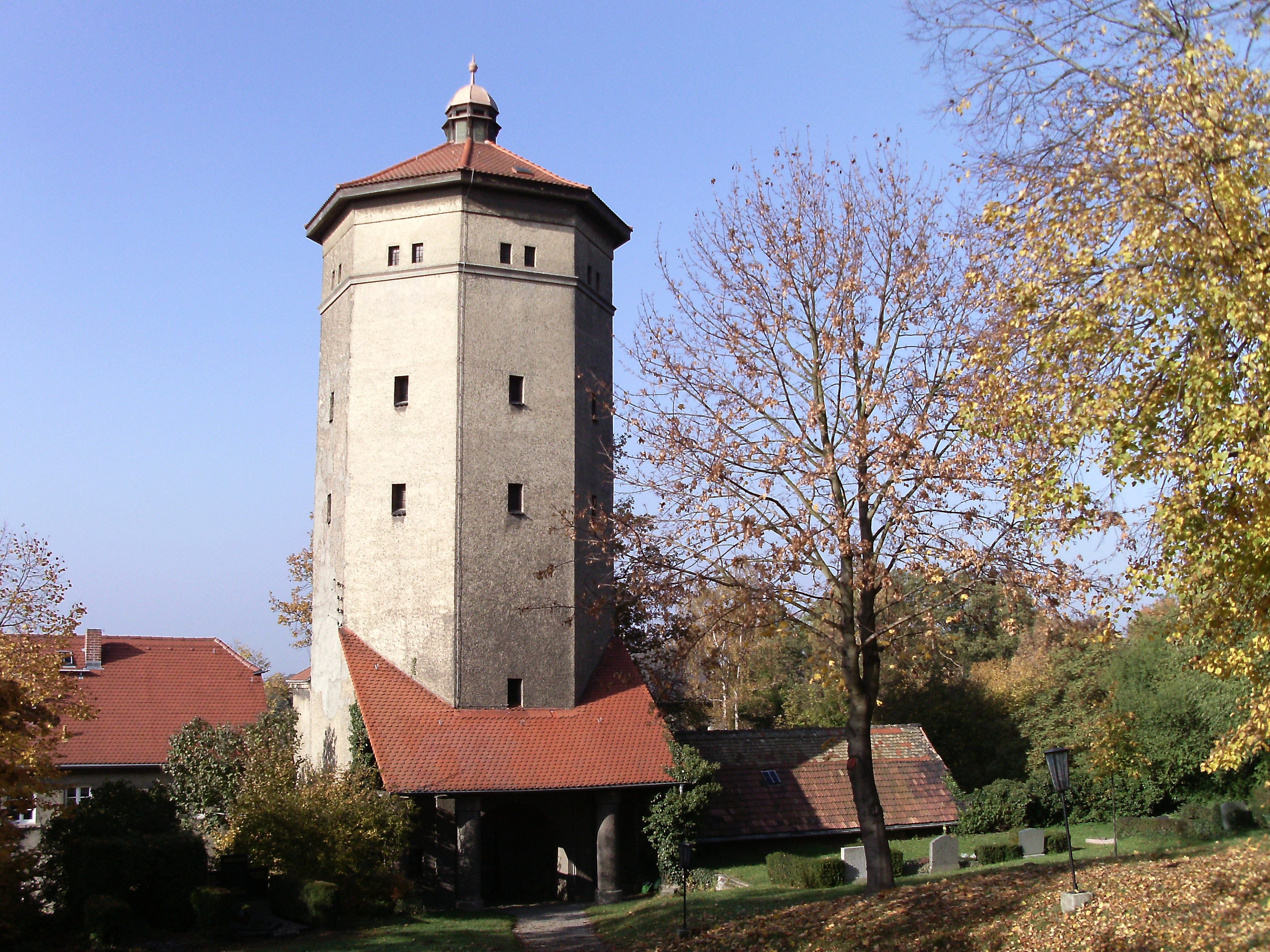
Wasserturm

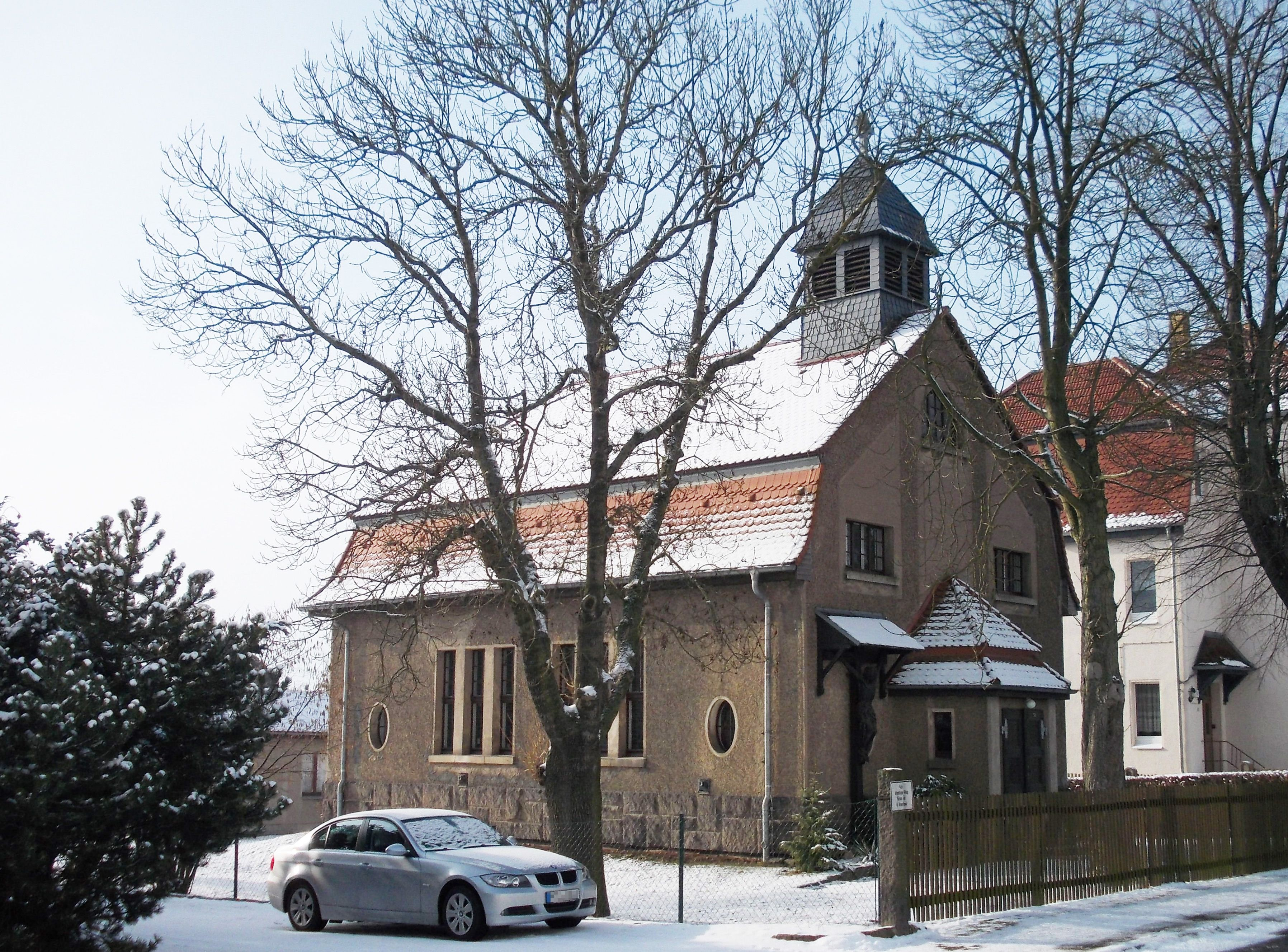
Katholische Kapelle St. Ludwig

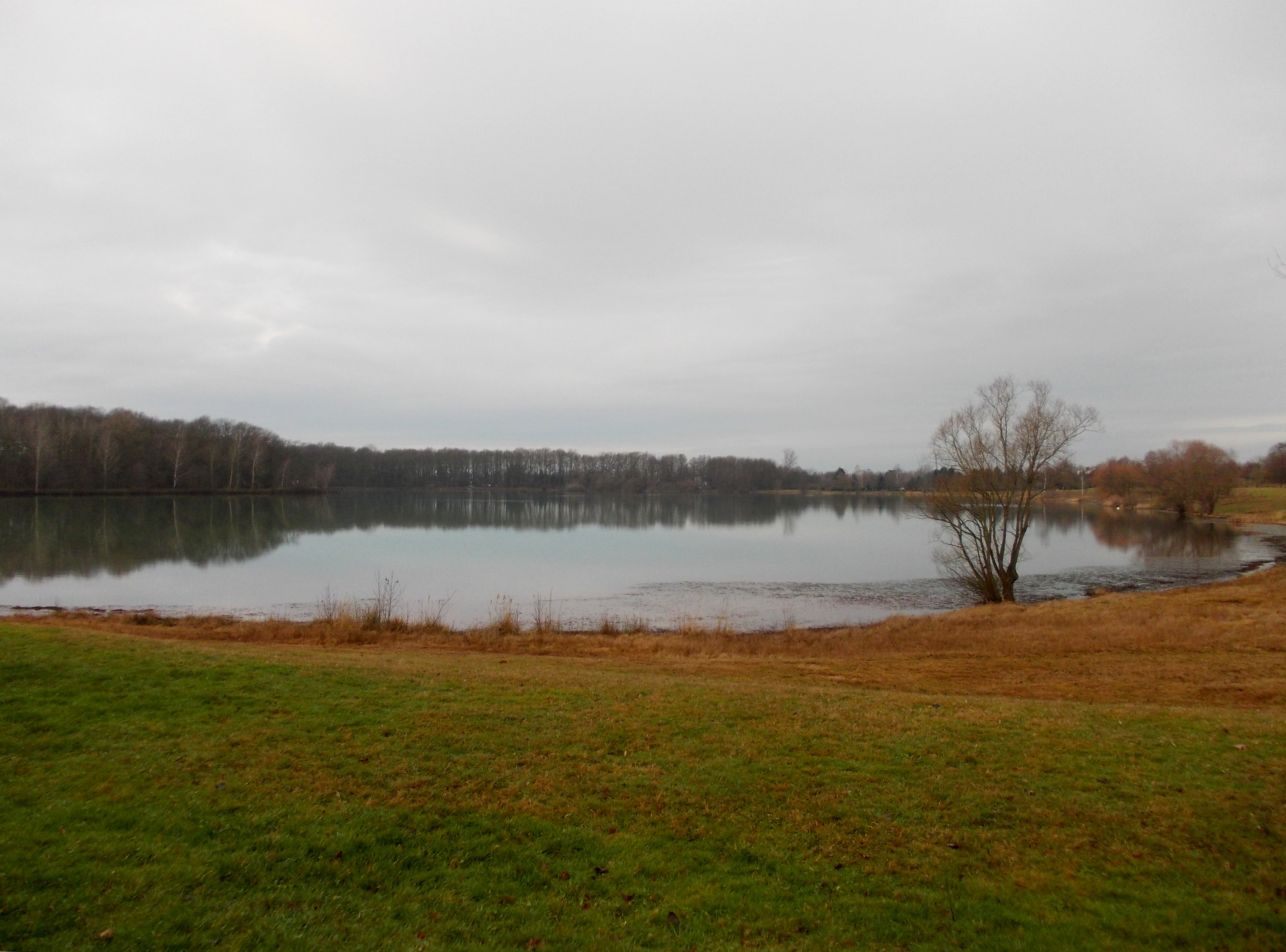
Albrechtshainer See

Markantes Ensemble in der Ortsmitte bildet der Kirchberg (147 m ü. NN) mit der Bergkirche Beucha – mit den Kirchen von Panitzsch und Hohen Thekla einer der sogenannten „Drei Hohepriester“ im Leipziger Land –, dem alten Friedhof und dem Wasserturm oberhalb eines Ende der 1950er aufgelassenen und gefluteten Steinbruchs, dem Kirchbruch. Die evangelische Kirche wurde 1945 bei einem Bombenangriff schwer beschädigt. Der Friedhof war ursprünglich auf der östlichen Seite der Kirche, wurde aber im Zuge der Abbrucharbeiten des Steinbruches nach Westen verlegt.
Die kleine St.-Ludwigs-Kapelle ist einer der ältesten neuzeitlich-katholischen Sakralbauten des Leipziger Landes – sie stiftete 1911 der bayerische König, da in Beuchas Steinbrüchen viele Bayern als Steinmetze arbeiteten.
Weitere ehemalige und teilweise geflutete Steinbrüche sind der Tollertsbruch, der Spittelbruch und der Hausbruch. Der Albrechtshainer See, eine aufgelassene Kiesgrube mit Bademöglichkeit, Kletterwald und Campingplatz, ist ein Ziel der Naherholung. Den Autobahnsee gibt es seit dem Bau der Autobahn A 14 1937 und eine Vergrößerung beim Weiterbau im Jahre 1969.

## Beuchaer Granitporphyr

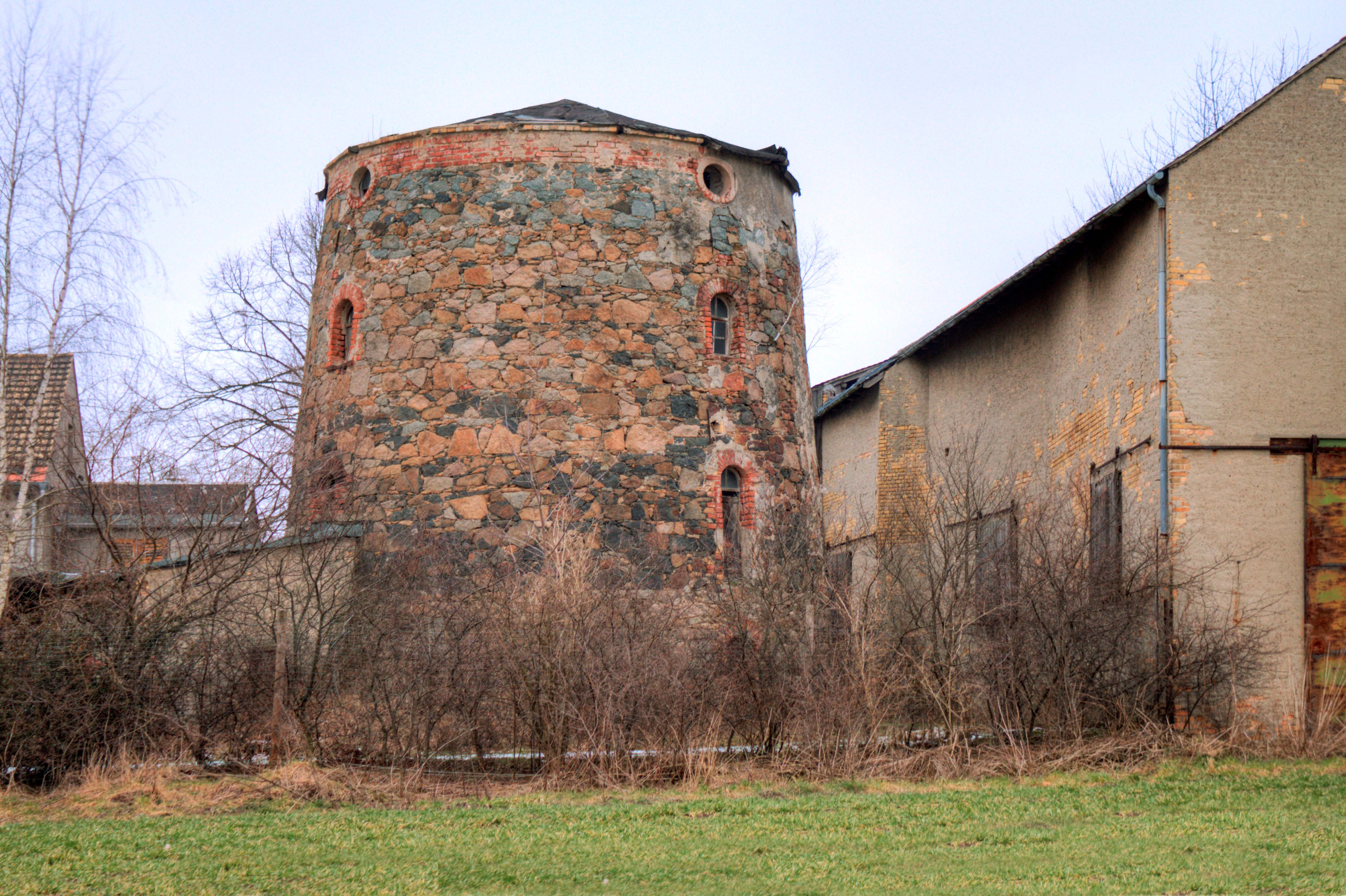
Turmholländermühle Baujahr 1837

Die extensive industrielle Nutzung des Beuchaer Granitporphyrs setzte mit dem Jahr 1884 ein, nachdem niederbayerische Steinmetze nachgewiesen hatten, dass sich der gebrochene Stein aus Beucha sehr gut als Werkstein verarbeiten lässt. Steinarbeiter aus Bayern, Polen und Italien kamen nach Beucha, um dort zu arbeiten. Diese Phase des intensiven Abbaus kam mit dem Zweiten Weltkrieg weitgehend zum Erliegen. Beucha hatte in der Hoch-Zeit der Gesteinsgewinnung sieben Steinbrüche: Dies waren der Kirchbruch, der Steinbruch „Sorge“, der Tollertbruch, der Hausbruch, der Spittelbruch, der Westbruch und der Ostbruch.
Zum Bau des Völkerschlachtdenkmals 1911–1913 kamen etwa 80 Prozent des Gesteins für die Außen- und Innen-Verkleidung des Beton-Bauwerks aus dem Steinbruch „Sorge“; die Herkunft der verbleibenden 20 Prozent ist bislang offen. Beim Bau des Denkmals und bei der Fertigung seiner Monumentalfiguren ist der Granitporphyr als Beuchaer Werkstein bekannt geworden. Für das Bauvorhaben wurden 26.500 Steinblöcke in Beucha gewonnen, bearbeitet und nach Leipzig gebracht.
Heute wird in Beucha Granitporphyr noch von einer Firma im Steinbruch „Sorge“ abgebaut – einem Kesselbruch, der in eine flache Erhebung eingetieft ist. Die Abgrabungsfläche beträgt derzeit etwa 6–7 ha. Zukünftig kann sich der Abbau lediglich nach Südosten ausdehnen.

## Heutige Nutzung des Kirchbruchs
Unterhalb der Bergkirche haben sich Leipziger Kletterer ein Bouldergebiet erschlossen. Die „Kirchwand“ wurde mittels Bootsanfahrt erstiegen, die Tour „Via su chiesa montagna“ (6+) ist selbst abzusichern. Die Einwohner nutzen den Steinbruch zum Baden bzw. zum Eislaufen.

## Verkehr/Wirtschaft
Beucha liegt an der Regionalbahn RB110 (Leipzig–Borsdorf–Grimma–Großbothen–Döbeln–Nossen(– Meißen)). In Beucha halten die Buslinien 277 und 611.
Der VEB Elegant Beucha wurde 1972 gebildet und produzierte Pelzkonfektion. Er unterstand zunächst dem Rat des Kreises Wurzen, seit 1973 dem Wirtschaftsrat des Rates des Bezirkes Leipzig, seit 1974 der VVB Leder und Kunstleder und wurde schließlich 1979 dem VEB Kombinat Kunstleder und Pelzverarbeitung Leipzig zugeordnet. Die Rechtsfähigkeit erlosch zum 24. November 1991. Die Rechtsnachfolgerin Stepp- und Freizeitwaren Elegant Beucha GmbH verarbeitete und konfektionierte flächenartige Materialien zu Finalerzeugnissen und Vertrieb diese. Die GmbH bestand bis 1995, die Liquidation fand 2002 ihren Abschluss.
Die Discounter-Firma Aldi-Nord ist mit einer ihrer Regionalniederlassungen ansässig, zuzüglich eines großflächigen Zentrallagers.

## Persönlichkeiten

### Im Ort geboren
- Christian Ludwig Nitzsch (1782–1837), Biologe
- Ludolf Stephani (1816–1887), Klassischer Archäologe
- Eduard Stephani (1817–1885), Politiker, Vizebürgermeister von Leipzig.
- Wolfgang Dehler (1936–2003), Schauspieler und Sänger.